# سكاربوروغ
سكاربوروغ هي إحدى أكبر مدن وعاصمة جزيرة توباغو جمهورية ترينيداد وتوباغو، ويصل عدد سكانها إلى 17,000 بما يمثل نحو ثلث سكان الجزيرة، وهي المقر الرئيسي للمجلس النيابي ومقر الحكم المحلي في توباغو.

## المناخ
يظهر الجدول التالي التغييرات المناخية على مدار السنة لسكاربوروغ:
| البيانات المناخية لـسكاربوروغ     | البيانات المناخية لـسكاربوروغ | البيانات المناخية لـسكاربوروغ | البيانات المناخية لـسكاربوروغ | البيانات المناخية لـسكاربوروغ | البيانات المناخية لـسكاربوروغ | البيانات المناخية لـسكاربوروغ | البيانات المناخية لـسكاربوروغ | البيانات المناخية لـسكاربوروغ | البيانات المناخية لـسكاربوروغ | البيانات المناخية لـسكاربوروغ | البيانات المناخية لـسكاربوروغ | البيانات المناخية لـسكاربوروغ | البيانات المناخية لـسكاربوروغ |
| الشهر                             | يناير                         | فبراير                        | مارس                          | أبريل                         | مايو                          | يونيو                         | يوليو                         | أغسطس                         | سبتمبر                        | أكتوبر                        | نوفمبر                        | ديسمبر                        | المعدل السنوي                 |
| --------------------------------- | ----------------------------- | ----------------------------- | ----------------------------- | ----------------------------- | ----------------------------- | ----------------------------- | ----------------------------- | ----------------------------- | ----------------------------- | ----------------------------- | ----------------------------- | ----------------------------- | ----------------------------- |
| متوسط درجة الحرارة الكبرى °م (°ف) | 29 (85)                       | 30 (86)                       | 31 (87)                       | 31 (88)                       | 31 (88)                       | 31 (87)                       | 30 (86)                       | 31 (87)                       | 31 (87)                       | 31 (87)                       | 30 (86)                       | 29 (85)                       | 30 (86)                       |
| متوسط درجة الحرارة الصغرى °م (°ف) | 22 (72)                       | 22 (72)                       | 23 (73)                       | 24 (75)                       | 24 (76)                       | 24 (76)                       | 24 (75)                       | 24 (75)                       | 24 (75)                       | 24 (75)                       | 23 (74)                       | 23 (73)                       | 23 (74)                       |
| الهطول مم (إنش)                   | 48 (1.9)                      | 48 (1.9)                      | 43 (1.7)                      | 46 (1.8)                      | 64 (2.5)                      | 150 (5.8)                     | 190 (7.4)                     | 160 (6.4)                     | 170 (6.7)                     | 220 (8.7)                     | 210 (8.1)                     | 160 (6.3)                     | 1٬500 (59.2)                  |
| المصدر: Weatherbase               |                               |                               |                               |                               |                               |                               |                               |                               |                               |                               |                               |                               |                               |

## أعلام
- كيلي آن بابتيست
- سيد غراي